# Chrosioderma mahavelona
Chrosioderma mahavelona är en spindelart som beskrevs av Silva 2005. Chrosioderma mahavelona ingår i släktet Chrosioderma och familjen jättekrabbspindlar.
Artens utbredningsområde är Madagaskar. Inga underarter finns listade i Catalogue of Life.